# Leizhouhua
Leizhouhua is een dialect in het Minnanyuse subdialect Qiongwenhua. Leizhouhua werd oorspronkelijk alleen gesproken op Leizhoubandao, een schiereiland in het zuidwesten van de Chinese provincie Guangdong. Het dialect heeft acht toonhoogtes en is sterk verwant met het dialect Hainanhua. Buiten Leizhou, Xuwen en andere plaatsen op Leizhoubandao wordt het gesproken in Californië, Taiwan, Maleisië, Singapore en Hongkong. Wereldwijd zijn er ongeveer vier miljoen sprekers van dit dialect.

## Classificatie
- Sino-Tibetaanse talen
  - Chinese talen
    - Min (taal)
      - Zuidelijk Min/Minnan
        - Qiongwenhua/Hainanhua
          - Leizhouhua